# Correo de la Tarde (Buenos Aires)
Correo de Tarde fue un periódico creado en Buenos Aires, Argentina, por Francisco Manrique que fue lanzado el 26 de noviembre de 1958 y se publicó hasta el 30 de noviembre de 1963. Reapareció más adelante en forma temporaria como semanario con el nombre de Correo de la Semana.

## Su fundador Francisco Manrique
Francisco Manrique ( (Mendoza Argentina, 10 de febrero de 1919 – Buenos Aires, 15 de febrero de 1988 ) fue un oficial naval, político y periodista argentino. Fuertemente contrario al gobierno peronista tuvo participación en las conspiraciones para derrocar al presidente, aunque no participó en la sublevación naval que llevó al Bombardeo de Plaza de Mayo. Fue detenido estando a bordo de su buque, que se encontraba amarrado en la Base Naval de Puerto Belgrano, y fue condenado a prisión. Liberado al ser derrocado Perón, fue designado Jefe de la Casa Militar por el presidente de facto de Eduardo Lonardi pero renunció a los dos meses por desacuerdo con su política. Al ser designado poco después Pedro Eugenio Aramburu reemplazando a Lonardi, se reintegró al cargo. Al asumir la presidencia Arturo Frondizi, pidió y obtuvo la baja de la Armada para dedicarse de lleno a la acción política para lo cual lanzó el diario Correo de la Tarde.
Posteriormente al cierre de ese diario fue Ministerio de Salud y Acción Social durante los gobiernos de Roberto Marcelo Levingston y Alejandro Agustín Lanusse y fue candidato a la presidencia en 1973 por el Partido Federal. En 1986 fue nombrado Secretario de Turismo por el presidente Raúl Alfonsín, y al año siguiente fue elegido diputado por la Capital Federal, formando parte de la lista de candidatos de la Unión Cívica Radical por haberse incorporado a la denominada Convergencia Programática.

## Historia de la publicación
Correo de Tarde era un diario de orientación centrista en lo social y progresista en lo económico. Salió a la calle bajo la dirección de Manrique el 26 de noviembre de 1958 impreso en los talleres de la Editorial Haynes con 32 páginas de abundante y variada información.
Desde sus páginas fue muy crítico del gobierno del presidente Arturo Frondizi y denunció que un funcionario de su gobierno intentó sobornarlo para que silenciara graves denuncias sobre irregularidades en una dependencia oficial, pero rechazó el ofrecimiento y acusó al propio presidente del hecho. La suma ofrecida le hubiera solucionado largamente una difícil situación económica en la que había incidido una campaña oficial destinada a privarlo de avisos publicitarios, pero Manrique  hizo documentar el hecho con testigos y fotógrafos y la edición de ese día apareció con un gran título en su primera página “¡Soborno!”, y los detalles de episodio que hicieron agotar la tirada.
En 1961, ante los continuos “planteos militares” que limitaban el accionar del presidente Frondizi, publicó un artículo en su diario, que tituló Sentimos Vergüenza que le valió la baja definitiva de la Armada y si bien un  Tribunal de Honor falló a su favor, no aceptó la reincorporación a la fuerza que se le ofreció, con lo que renunció a grado, derechos, beneficios y aportes jubilatorios para tener libertad de acción y de opinión.
Manrique fue una de las personas que participó en las febriles gestiones realizadas entre el 29 y el 30 de marzo de 1962, para obtener que el senador José María Guido reemplazara en la presidencia a Frondizi, detenido por los militares en la isla Martín García, evitando así que lo hiciera un integrante de las fuerzas armadas.
Tuvo buenas relaciones con Guido, que lo nombró su enviado especial a Venezuela y a los Estados Unidos. Logró el reconocimiento de esos países y del Brasil al gobierno de Guido, cuyo origen no democrático lo había mantenido temporalmente aislado del resto del mundo.
El fracaso económico de Correo de Tarde lo obligó a suspender su edición con el número del 30 de noviembre de 1963.